# Rühler Schweiz

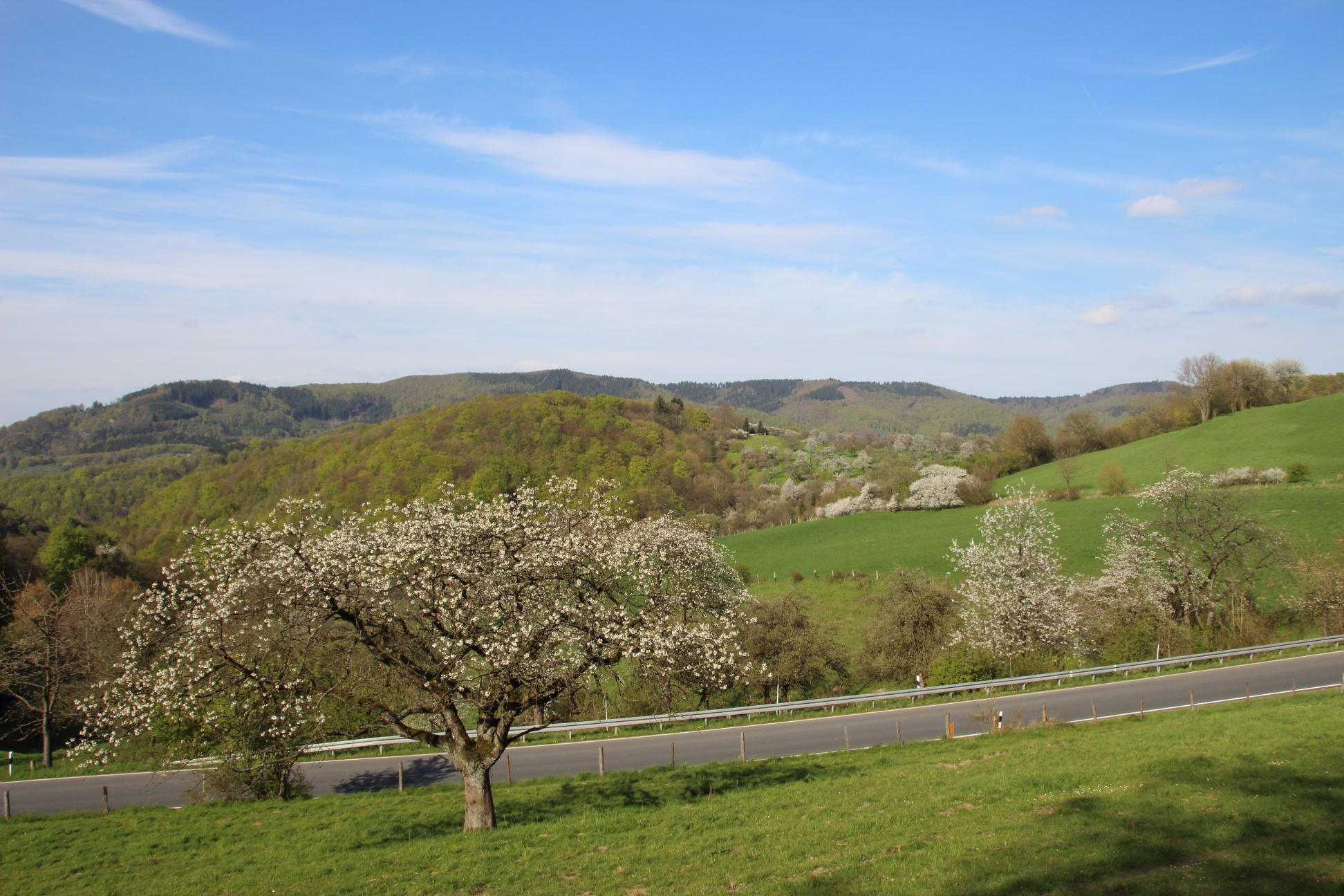
Rühler Schweiz, zwischen Rühle und Golmbach

Als Rühler Schweiz wird der westlichste Teil des im Weserbergland gelegenen Voglers zwischen Rühle, Golmbach und Reileifzen bezeichnet.

## Lage und Beschreibung

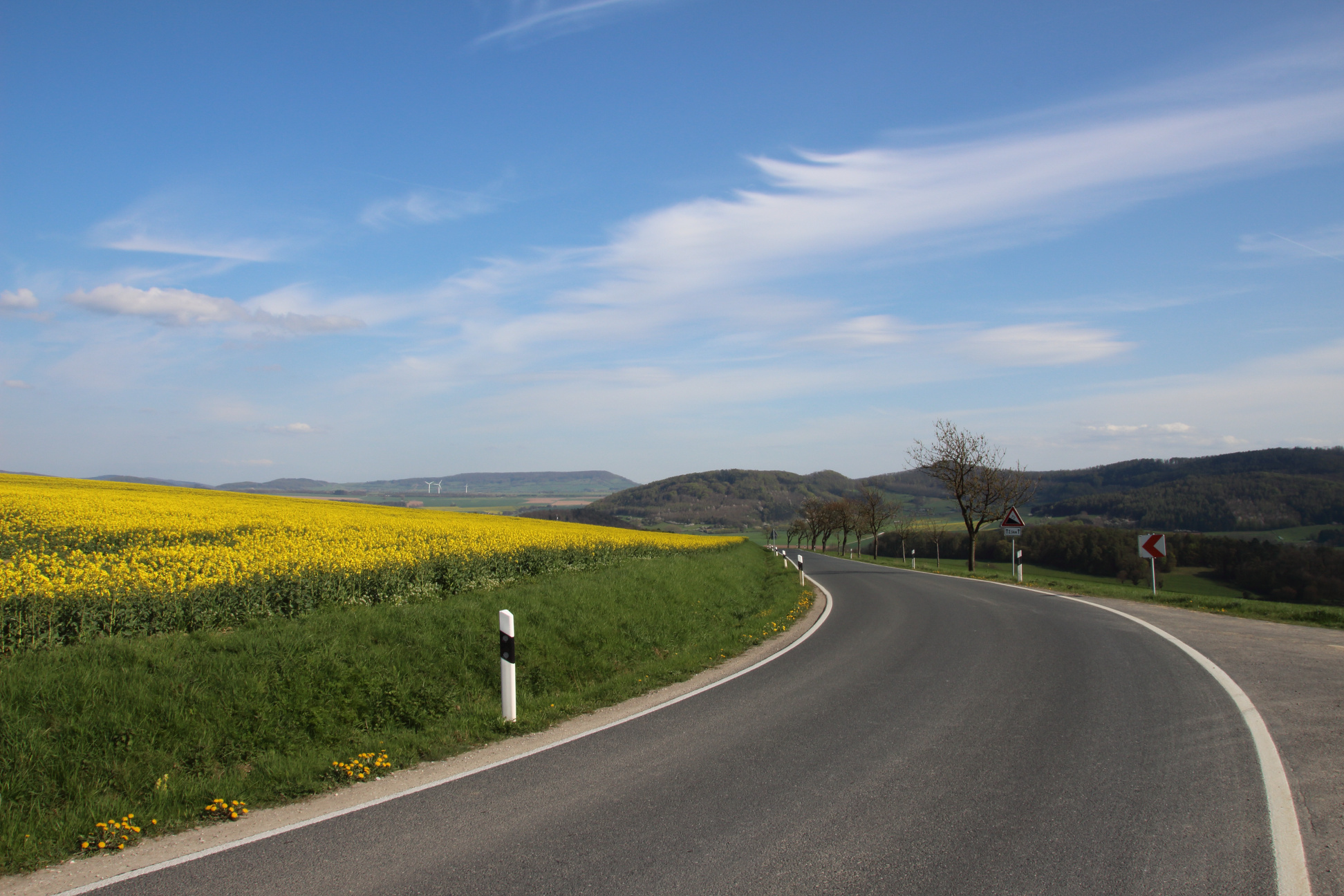
L 580, Passhöhe, Blick über die Südrampe zum Burgberg und zum Holzberg (im Hintergrund)

Im Westen ist die Rühler Schweiz durch das obere Wesertal begrenzt. Im Süden bildet das Forstbachtal die Grenze. Nach Osten und Norden bestehen keine scharfen orografischen Grenzen zum restlichen Vogler. Obwohl zum Vogler gehörend wird die Rühler Schweiz vor Ort meist als eigenständige Landschaft wahrgenommen. Dies spiegelt sich auch in der touristischen Vermarktung wider. Die höchste Erhebung innerhalb der Rühler Schweiz ist der Große Schweinsberg (329 m ü. NHN).
Die Rühler Schweiz ist aus Kalkstein entstanden. Dessen Wasserdurchlässigkeit sorgt für eine relative Trockenheit des Gebietes. Die Rühler Schweiz wird land- und forstwirtschaftlich genutzt. Ackerbau erfolgt in den flacheren Bereichen. Forstwirtschaftlich dominiert die Buche. Die steilen Hänge in der Rühler Schweiz eignen sich nicht für den Ackerbau. Soweit sie nicht bewaldet sind, wird dort Weidewirtschaft betrieben. Vor allem sonnenexponierte Hanglagen werden für den Obstanbau genutzt, wobei Kirschbäume überwiegen. In der Zeit der Kirschbaumblüte, die meist mit der Blüte der zahlreich vorhandenen Schlehenbüsche zusammenfällt, verzeichnet die Rühler Schweiz einen erhöhten Besucherandrang.

## Historische Kulturlandschaft
Die Rühler Schweiz ist eine 14 km² große historische Kulturlandschaft von landesweiter Bedeutung innerhalb des Kulturlandschaftsraums Zentrales Weserbergland. Die Zuordnung zu den Kulturlandschaften in Niedersachsen hat der Niedersächsische Landesbetrieb für Wasserwirtschaft, Küsten- und Naturschutz (NLWKN) 2018 getroffen. Ein besonderer, rechtlich verbindlicher Schutzstatus ist mit der Klassifizierung nicht verbunden.

## Kirschblütenfest

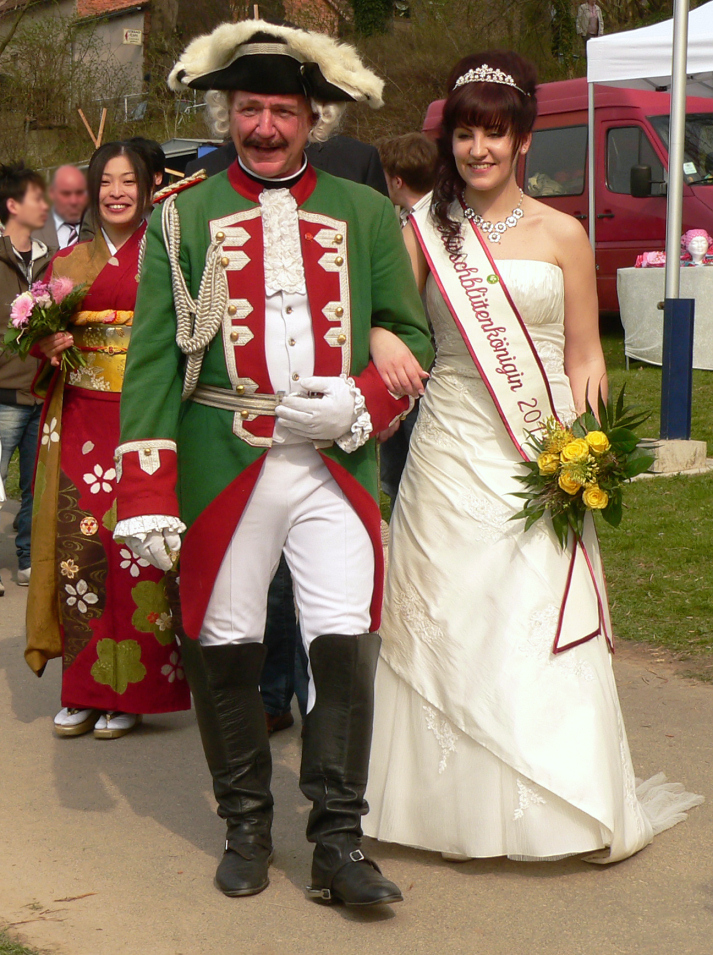
Kirschblütenkönigin 2013 neben der Figur des Barons Münchhausen

Seit dem Jahr 2000 findet am vorletzten Wochenende im April in den Orten Rühle, Golmbach und Reileifzen das Kirschblütenfest mit Veranstaltungen und Informationen „Rund um die Kirsche“ statt. Angeboten werden geführte Wanderungen zur Kirschblüte sowie Informationen über Streuobstwiesen und die vor Ort betriebene Landwirtschaft. Zu diesem Fest gehört jährlich die Wahl der „Kirschblütenkönigin“.

## Verkehr
Die Straßen der Rühler Schweiz gehören mit ihren zahlreichen Kurven zu den stark frequentierten Motorradstrecken Norddeutschlands. Sportlich ambitionierte Fahrradfahrer nutzen die Straßen der Rühler Schweiz als Alternative zum Wesertal.
Die Landesstraße 580 ist im Gebiet der Rühler Schweiz als Passstraße angelegt, was so weit nördlich in Deutschland eine Besonderheit darstellt. Die Route verbindet die Talorte Rühle und Golmbach in Nord-Süd-Richtung. Die waldfreie Passhöhe liegt auf 254 m ü. NHN zwischen dem Hangberg (310 m ü. NHN) im Nordwesten und dem Diettrichsberg (308 m ü. NHN) im Osten. Die Straße ist für Zugtiergespanne geeignet und weist daher keine starken Gradienten auf. Die Südrampe steigt von Golmbach kurvenarm relativ gleichmäßig mit einer maximalen Steigung von 7 % zur Passhöhe auf. Alternativ kann die Passhöhe von Süden auch von Lütgenade über die Kreisstraße 33 angefahren werden. Diese Straße mit einer maximalen Steigung von 7 % mündet in die Südrampe ein. Die Nordrampe steigt von Rühle sehr unstet mit einer maximalen Steigung von 10 % zur Passhöhe auf. Mit ihren zahlreichen Kurven inklusive einiger Kehren erinnert der Straßenverlauf der Nordrampe an kurvenreiche Passstraßen im Hochgebirge.
Weitere Straßen in der Rühler Schweiz sind die Kreisstraße 35 zwischen Reileifzen und Lütgenade, die Kreisstraße 59 zwischen Reileifzen und Forst, die in beiden Fahrtrichtungen Steigungen bis zu 13 % aufweist, sowie die Kreisstraßen 25 und 32, die ebenfalls Reileifzen und Forst in einem weiten Bogen verbinden, wobei die Kreisstraße 32 auch Anschluss an die Poller Weserfähre bietet. Am Nordrand der Rühler Schweiz befindet sich die Kreisstraße 35 zwischen Rühle, Dölme und Reileifzen. Am Südrand der Rühler Schweiz führt die Landesstraße 584 von Forst, Lütgenade, Warbsen und Golmbach. Die nächstgelegenen Bundesstraßen sind die B 64 zwischen Holzminden und Eschershausen sowie die auf der anderen Weserseite verlaufende Bundesstraße 83 zwischen Stahle und Bodenwerder.

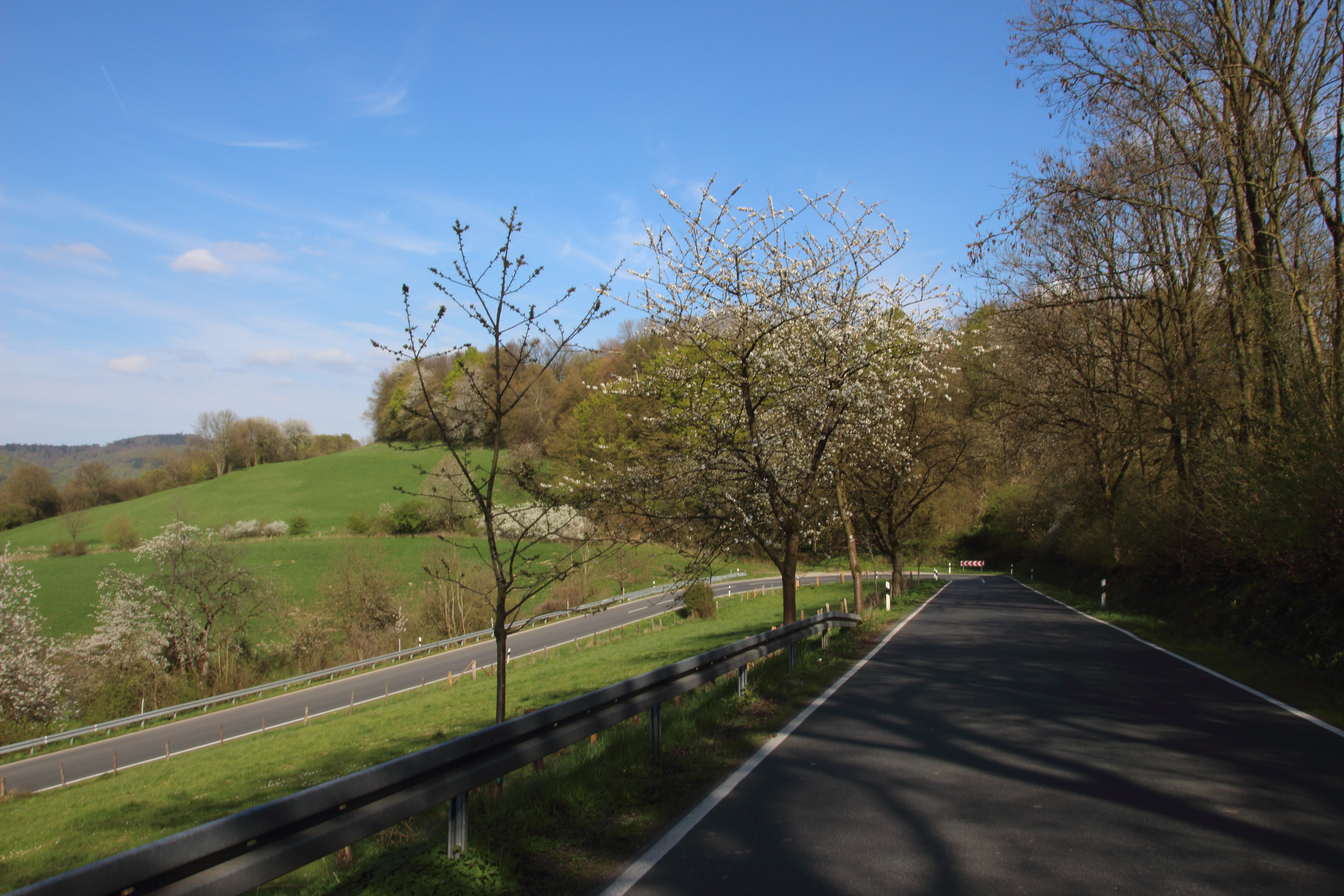
L 580, oberste Kehre in der Nordrampe

Die nächstgelegenen Bahnhöfe sind Stadtoldendorf (7,5 km bis Golmbach) und Holzminden (8,4 km bis Forst). Die Regionalbus Braunschweig GmbH bedient die Orte an der Rühler Schweiz. Eine zwischen Holzminden und Bodenwerder verkehrende Buslinie bedient die Orte Forst, Lütgenade, Reileifzen, Dölme und Rühle. Ebenso besteht Regionalbusverkehr zwischen Holzminden und Stadtoldendorf mit Halt in Forst, Warbsen und Golmbach.
Der Weserradweg verläuft westlich der Rühler Schweiz durch die Orte Rühle, Dölme und Forst. Der Europaradweg R1 erreicht in Bevern seine geringste Entfernung zur Rühler Schweiz (3,3 km bis Forst).
Die Rühler Schweiz ist mit zahlreichen Wanderwegen erschlossen. Die in der Rühler Schweiz ausgewiesenen Mountainbike-Routen sind nur in einer Fahrtrichtung ausgeschildert, um insbesondere an Engstellen und auf Singletrails Gegenverkehr zu vermeiden.